# 第二次怪兽热潮
第二次怪兽热潮（日语：／）是指由1971年（昭和46年）至1974年（昭和49年）的以特攝劇為主，所引起的社會現象，別称：「变身热潮」。當時在该熱潮下很多書籍和玩具制作集中在巨大怪獸的主題上。電視台和電影製作公司也常拍攝此類作品。

## 关联条目
- 第一次怪兽热潮